# Litoria dux
Litoria dux es una especie de anfibio anuro de la familia Pelodryadidae.

## Distribución geográfica
Esta especie es endémica de la provincia de Morobe en Papúa Nueva Guinea. Habita alrededor de la aldea de Yuwong a unos 400 m de altitud en la península de Huon.

## Publicación original
- Richards & Oliver, 2006 : Two new species of large green canopy-dwelling frogs (Anura: Hylidae: Litoria) from Papua New Guinea. Zootaxa, n.º 1295, p. 41–60.[5]